# Famille de Poulpiquet
Pour les articles homonymes, voir Poulpiquet.
La famille de Poulpiquet est une famille subsistante de la noblesse française, originaire de Plouzané, dans le Finistère, en Bretagne. Sa filiation est suivie depuis 1395.

## Odonymie
D'après Pol Potier de Courcy, Poulpiquet viendrait de deux mots bretons : « POULL » qui signifie « mare » et « PIGED » qui signifie "pies".[réf. nécessaire]
Les armoiries montrent des pies huitrières (pattes et bec rouges), "Mor-big" ou "Poull-pig" (pie de mer ou de mare), pluriel Poullpiged.

## Histoire
La filiation suivie des Poulpiquet remonte à 1395.
Elle a été maintenue noble en 1668 à Rennes. Elle a été admise à l'Association d'entraide de la noblesse française, en 1938.

## Branches
La famille de Poulpiquet a formé quatre branches, dont deux sont subsistantes, les branches du Halgouët et de Brescanvel :
- du Halgouët
- de Brescanvel
- Coatlez (prononcé Coatlès)
- Lanveguen

### Branche du Halgouët (1395)
Guyomarc'h Poulpiquet, qui épouse Marie du Halgouët en 1380, est le premier auteur connu de cette famille. La famille du Halgouët est originaire de Plouzané, dans le Finistère. Le château médiéval du Halgouët est tombé en ruines.
Des membres de cette branche ont possédé le château des Hayes en Maxent aux XIXe siècle et XXe siècle.

### Branche de Brescanvel (1668)
La branche de Brescanvel descend de Jacques de Poulpiquet qui épouse Françoise Le Roux de Brescanvel en 1668. La famille Le Roux de Brescanvel est originaire de Brélès, dans le Finistère, à 20 km de Plouzané.

### Branche de Coatlez
La branche de Coatlez descend de Guillaume de Poulpiquet. Il épousa par contrat le 25 septembre 1514 Aliénor de Touronce. Il recueillit Keranroux en Plouzané et plusieurs héritages à la place du manoir du Poulpiquet. Il mourut le 17 octobre 1536, laissant de son mariage son fils Mahé.

## Personnalités
- Guyomarc'h Poulpiquet épouse en 1380 Marie du Halgouët, héritière de la seigneurie du Halgouët[a].
- Hervé de Poulpiquet, seigneur du Halgouët, de La Roche-Durand, en Plougonvelin, de Lanvaon en Plouguerneau. Il est nommé chevalier de l'ordre de Saint-Michel le 15 août 1625[4].

### Branche du Halgouët
- Bernard de Poulpiquet du Halgouët, président au présidial de Nantes en 1649, président à la Chambre des comptes de Bretagne, à Nantes, en 1654[4].
- Jean François de Poulpiquet du Halgouët (1687-1745), conseiller au Parlement de Bretagne en 1719[4].
- Louis Constant de Poulpiquet du Halgouët (1728-1793), capitaine au régiment de La Tour-du-Pin, chevalier de l'ordre de Malte et de l'ordre royal et militaire de Saint-Louis[4].
- Louis François de Poulpiquet du Halgouët (1763-1806), conseiller au Parlement de Bretagne en 1783[4].
- Constant Hippolyte de Poulpiquet du Halgouët (1772-1819), maitre au régiment Royal-Picardie cavalerie, émigré en 1792[4].
- Maurice de Poulpiquet du Halgouët (1847-1919), colonel, député d'Ille-et-Vilaine de 1895 à 1919.
- Hervé de Poulpiquet du Halgouët (1878-1955), capitaine de cavalerie, conseiller général, historien de la Bretagne.
- Yves de Poulpiquet du Halgouët (1910-1985), député du Morbihan de 1950 à 1973.
- Roger de Poulpiquet du Halgouët (1911-1971), sénateur d'Ille-et-Vilaine de 1959 à 1971.
- Gaël Jean Gilbert Marie de Poulpiquet du Halgouët (1941-1995), conseiller général d'Ille-et-Vilaine.

### Branche de Brescanvel
- Jean-Marie-Dominique de Poulpiquet de Brescanvel (1759-1840), évêque de Quimper de 1823 à 1840.
- Henri Frédéric Urbain de Poulpiquet de Brescanvel (1849-1910), volontaire dans l'armée des zouaves pontificaux en 1867, décoré de la médaille Bene Merenti[4].
- Louis Marie Joseph Marcien de Poulpiquet de Brescanvel (1852), zouave pontifical le 20 août 1870, volontaire de l'Ouest le 26 octobre 1870 contre les Prussiens. Il participe aux combats d'Orléans et du Mans[4].
- Emmanuel de Poulpiquet de Brescanvel (1878-1915), en religion « Ambroise de Poulpiquet », père dominicain et théologien.
- Césaire de Poulpiquet de Brescanvel (1903-1943), résistant, mort en déportation.
- Gabriel de Poulpiquet de Brescanvel (1914-2013), député du Finistère de 1958 à 1978.

### Branche de Coatlez
- René de Poulpiquet de Kerbudan, né en 1643, comparut à la réformation de la noblesse du 7 novembre 1668. Il fut déclaré noble, issu d'ancienne extraction noble, et de qualité d'écuyer au rôle des nobles de la juridiction de Lesneven, par arrêt du 7 novembre 1668, justifiant de sa noblesse depuis 1395.
- Jean Claude de Poulpiquet, seigneur de Coatlez, de Kermen, de la Villeneuve, né le 27 mai 1652. Il fut capitaine d'une compagnie de cavalerie.
- François Joseph de Poulpiquet, seigneur de Kermen, Coatlez, Kerliviry, né le 19 mars 1676, fut nommé lieutenant des maréchaux de France le 29 avril 1703 au département de Lamballe. Il siégea aux États de Bretagne en 1736.
- Joseph Guillaume de Poulpiquet, seigneur de Coatlez, né le 30 aout 1711 à la Villeneuve. Il fut page de la Petite Ecurie du Roi le 5 février 1727. Officier aux gardes françaises, chevalier de l'ordre de Saint-Louis. Il siégea aux États de Bretagne en 1736, 1738, 1740, 1746.
- Louis Marie de Poulpiquet de Coatlez, né le 2 juillet 1756, fut reçu page de la chambre du roi le 29 mai 1770, puis lieutenant au Royal-Marine. Pendant la Révolution, il n'émigra pas, il cacha à Kernevez Monseigneur de La Marche, évêque de Quimper.

### Branche de Lanveguen
- Charles René de Poulpiquet, né le 15 mars 1752, capitaine au Régiment de la Martinique, aide-major au gouvernement général de la Grenade.
- Alexandre Marie de Poulpiquet de Lanveguen, baptisé le 13 juillet 1775 à Gouézec, lieutenant au régiment Royal-Comtois, émigré dans l'armée royaliste, officier au  régiment du Dresnay, puis de Léon, participe à l'expédition de Quiberon. Dit "Sans-Quartier", il lance des actions punitives contre les "patriotes" (partisans de la Révolution), par exemple le soir du 24 fructidor an III à Moëlan[5]. Il est fusillé par les troupes révolutionnaires le 12 brumaire an IV (3 novembre 1795) sur la place Saint-Michel à Quimperlé, contre l'avis du général Lazare Hoche qui avait accordé la vie sauve aux royalistes faits prisonniers à Quiberon. Plus de 700 royalistes furent ainsi massacrés. Une chapelle du souvenir est dressée sur les lieux[6].

## Seigneuries
La famille de Poulpiquet a possédé les seigneuries suivantes :
- Poulpiquet, Le Halgouët, Kermen, Coatlez, Lauvergez (Lanvequen), Kerahor, Kernec'h, Brescanvel[7], Tréméidic, Coëtedern, Locmaria (Plouzané); de Keranglaz, Lannovan, La Villeroche, de la Roche-Durand, d'Hugères, de la Chevronniere, de La Varenne et de Juzet, d'Anguignac, de Montnoël, d'Estiviry, de Kerambartz, Kerismel et de Kernevez, de Keriven-Mao, Kerduban, du Francis et de Kersanvec.

## Possessions
- Château de la Motte-Olivet (Pleslin-Trigavou)

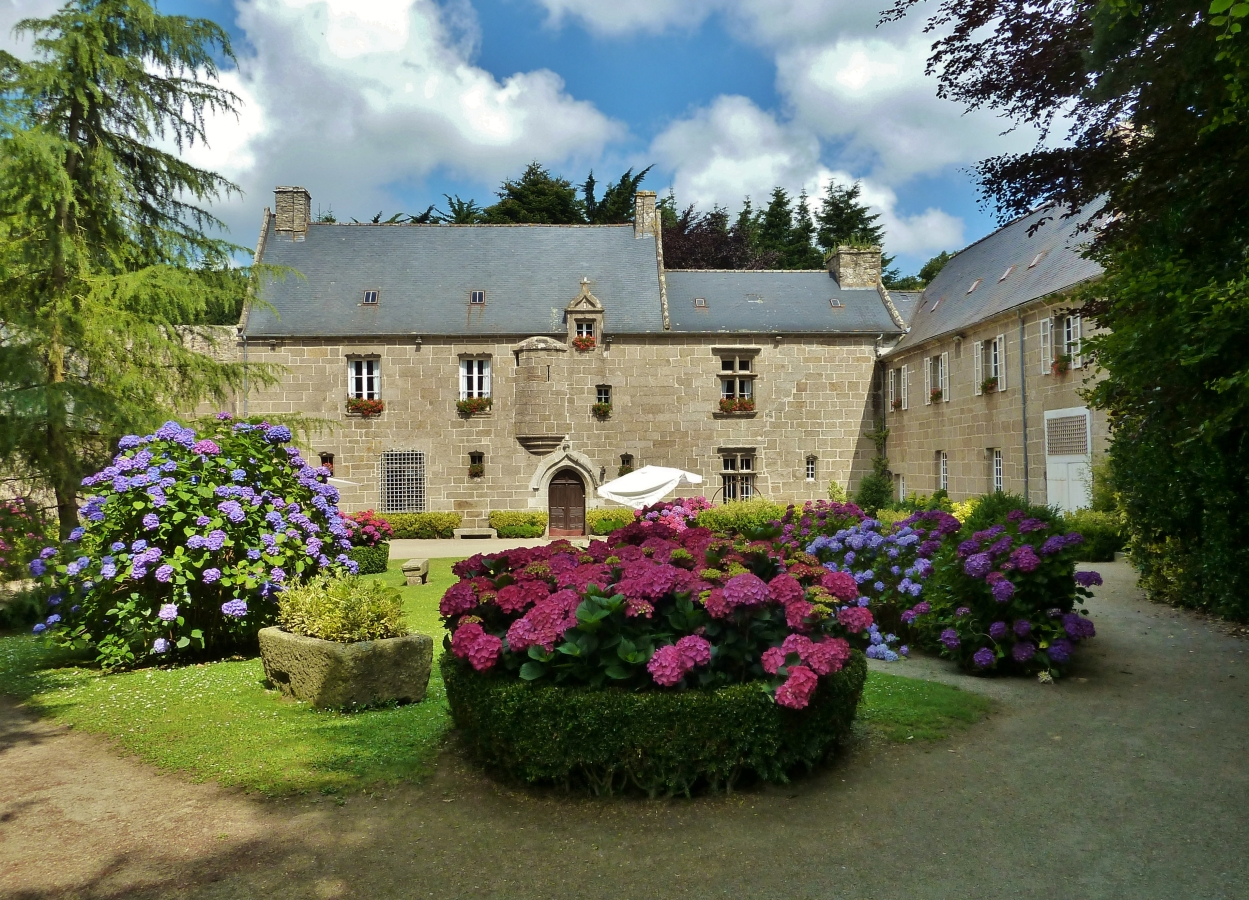
Manoir de Brescanvel
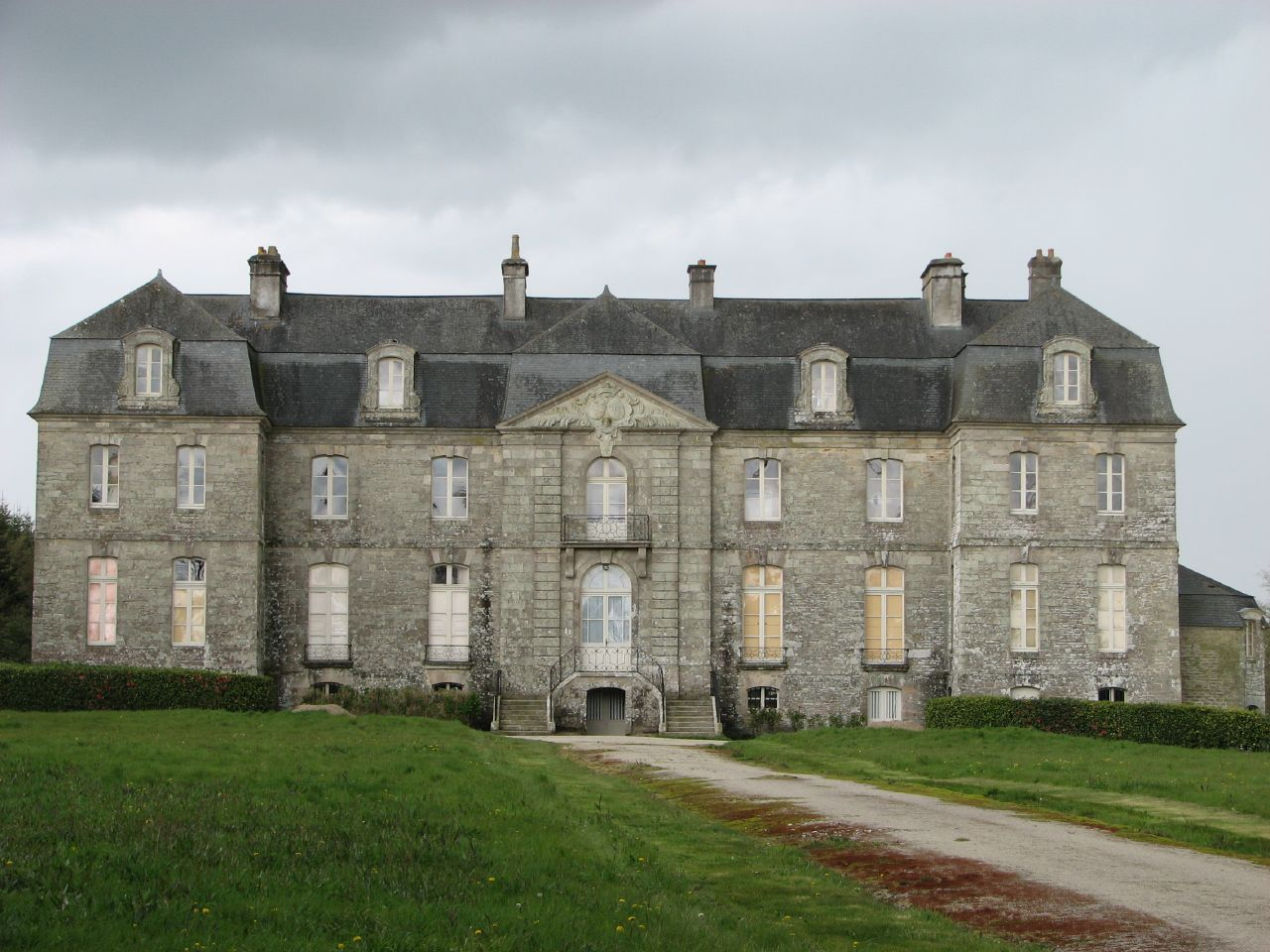
Château de Trégranteur

## Armes et devises
- Armes : D'azur à 3 pallerons (pies de mer) d'argent, becqués et membrés de gueules[8].
- Devises :
  - Poulpiquet : en breton : « euz a neubeut awalc'h » ; en français : "de peu assez".
  - du Halgouët : en breton : « ker guen hag haleguec » ; en français "blanc comme le saule".
  - et aussi : « Je sers qui m'aime ».

## Alliances
Les principales alliances de la famille de Poulpiquet sont : du Halgouet, de La Mazière, Tourouce, Derrien, Le Vayer, de Keranrais, Goupillon du Mennec, Mol, de Penmarch de Coatenuz (Coatmez), de Keroulas, d'Aiguillon, Bonnier de La Coquerie, de Lescu, de Coeuvres de La Berrière, Picaud de Quéhéon, de Bédée du Moulin-Tizon, de Gibon de Kerisouet, de La Tousche de Limouzinière, Bonin de La Villebouquays, de Kaerbout, Richard de La Pervenchère, de L'Espée, de Boutray, Colin de La Biochaye, Barbier de Lescoet, Le Roux de Brescanvel, Le Mercier de Trédern, de Kernez, Denis de Lesmel, de Kermel, de Blois, Fautras de La Guérinière, Delaroque de Trémaria, Bigot d'Engente, du Chemin d'Especeaux, Le Borgne de Kermovan, de Penfentenyo de Kervéréguen, Chesnel, de Goesbriand, Saget de La Jonchère, de Beauchef de Servigny, Audren de Kerdrel, de Witte, de Kerouartz, Budes de Guébriant (1804), de Farcy de Saint-Laurent (1809), de Carheil (1817), du Breil de Pontbriand de La Caunelaye (1905), de Charette de La Contrie (1909), Henrys d'Aubigny d'Esmyards (1919), de Lorgeril (1929), de La Cropte de Chantérac, de La Bourdonnaye-Blossac, Achard de Leluardière (1945), de Gaulle (1957), de Lentaigne de Logivière (1960), d’Orsetti, de Rochecouste, de Samuzewicz, Levesque du Rostu, du Merle, Le Père de Graveron, de La Lande de Calan, de Drouâs, Taittinger (2005), Rioult de Neuville, de Vuillefroy de Silly (2010), d'Alteroche (2016), Chevallier-Chantepie.